# París-Niça 2003
La París-Niça 2003, 61a edició de la París-Niça, és un cursa ciclista que es va disputar entre el 9 i el 12 de març de 2003. La victòria fou pel kazakh Aleksandr Vinokúrov.

## Resultats de les etapes
| Etapes | Data       | Recorregut                        | Km       | Vencedor d'etapa                                | Líder de la general |
| ------ | ---------- | --------------------------------- | -------- | ----------------------------------------------- | ------------------- |
| Pròleg | 9 de març  | Issy-les-Moulineaux (CRI)         | 4,8 km   | Nico Mattan                                     | Nico Mattan         |
| 1a     | 10 de març | Auxerre-Paray-le-Monial           | 191 km   | Alessandro Petacchi                             | Stuart O'Grady      |
| 2a     | 11 de març | La Clayette-Saint-Etienne         | 182,5 km | Davide Rebellin                                 | Davide Rebellin     |
| 3a     | 12 de març | Le Puy-en-Velay-Pont du Gard      | 192,5 km | etapa neutralitada per la mort d'Andrei Kivilev | Davide Rebellin     |
| 4a     | 13 de març | Aigua Perrier (Vergesa) (CRI)     | 16,5 km  | Dario Frigo                                     | Dario Frigo         |
| 5a     | 14 de març | Ais de Provença-Toló (Mont Faron) | 152,5 km | Aleksandr Vinokúrov                             | Aleksandr Vinokúrov |
| 6a     | 15 de març | Toló-Cannes                       | 194,5 km | Joaquim Rodríguez                               | Aleksandr Vinokúrov |
| 7a     | 16 de març | Niça-Niça                         | 160 km   | David Bernabeu                                  | Aleksandr Vinokúrov |

## Classificació general final
| Pos. | Vencedor             | Equip                  | Temps       |
| ---- | -------------------- | ---------------------- | ----------- |
| 1r   | Aleksandr Vinokúrov  | Team Telekom           | 23h 30' 04" |
| 2n   | Mikel Zarrabeitia    | ONCE                   | + 43"       |
| 3r   | Davide Rebellin      | Team Gerolsteiner      | + 54"       |
| 4t   | Jorg Jaksche         | ONCE                   | + 55"       |
| 5è   | Sylvain Chavanel     | Brioches La Boulangère | + 1' 24"    |
| 6è   | David Bernabeu       | Milaneza-MSS           | + 1' 28"    |
| 7è   | Claus Michael Moller | Milaneza-MSS           | + 1' 30"    |
| 8è   | Volodímir Hústov     | Fassa Bortolo          | + 1' 41"    |
| 9è   | Samuel Sánchez       | Euskaltel-Euskadi      | + 1' 48"    |
| 10è  | Óscar Pereiro        | Phonak                 | + 2' 04"    |

158 participants, 91 classificats

## Altres classificacions
- Classificació per punts:  Laurent Brochard
- Classificació de la Muntanya:  Tyler Hamilton
- Classificació dels joves:  Sylvain Chavanel
- Classificació per equips :  ONCE